# Ectrepopterus uruguayensis
Ectrepopterus uruguayensis es una especie de peces de la familia Characidae en el orden de los Characiformes, es la única especie del género Ectrepopterus.

## Morfología
Los machos pueden llegar alcanzar los 4,7 cm de longitud total.

## Hábitat
Vive en zonas de clima subtropical entre 10 °C - 30 °C de temperatura.

## Distribución geográfica
Se encuentra en Sudamérica, en la cuenca del río Uruguay en el nordeste de la Argentina y el oeste del Uruguay; además de la cuenca uruguaya del Río de la Plata.